# Борек (Гожовський повіт)
Борек (пол. Borek, нім. Borkow) — село в Польщі, у гміні Дещно Гожовського повіту Любуського воєводства.
Населення — 330 осіб (2011).
У 1975—1998 роках село належало до Гожовського воєводства.

## Демографія

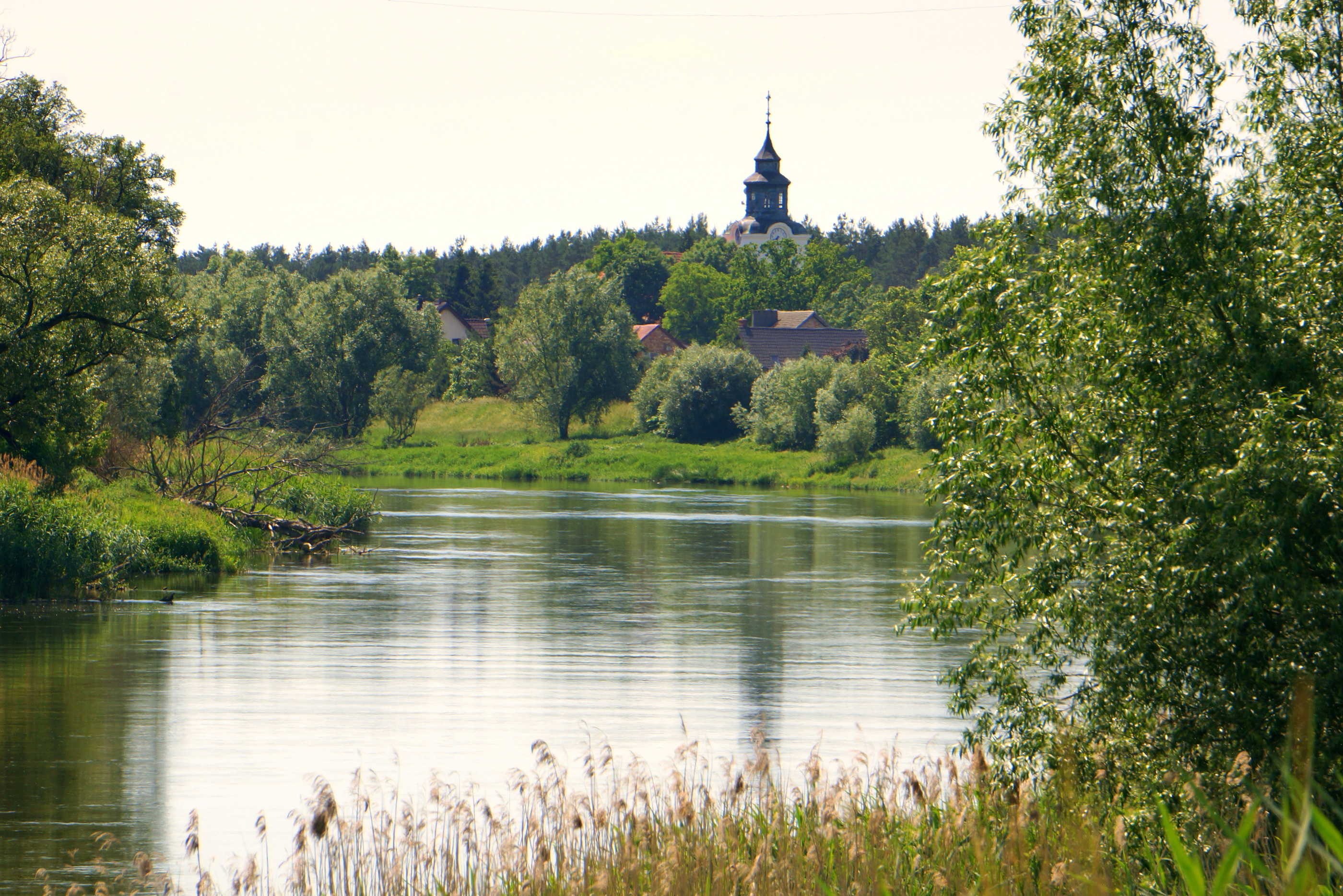

Демографічна структура станом на 31 березня 2011 року:
|          | Загалом | Допрацездатний вік | Працездатний вік | Постпрацездатний вік |
| -------- | ------- | ------------------ | ---------------- | -------------------- |
| Чоловіки | 164     | 33                 | 119              | 12                   |
| Жінки    | 166     | 36                 | 101              | 29                   |
| Разом    | 330     | 69                 | 220              | 41                   |